# Boa constrictor amarali
Boa constrictor amarali, llamada comúnmente boa de Amaral, es una de las subespecies que integran la especie Boa constrictor, un gran ofidio que se distribuye en áreas boscosas del centro de América del Sur.

## Distribución y hábitat
Se distribuye desde el centro y sudeste de Brasil, el este de Bolivia, el Chaco paraguayo, hasta el Paraguay oriental. En el nordeste de la Argentina cuenta con múltiples citas bibliográficas en la provincia de Misiones, aunque no se poseen muestras en museos de origen argentino. Durante el llenado del cercano embalse de la represa de Itaipú fueron colectados 137 ejemplares de este taxón. Las poblaciones del Chaco paraguayo se encuentran próximas a la frontera con Formosa, donde aún no fue citada. En sectores de la Mesopotamia argentina se han encontrado restos fósiles del Pleistoceno tardío identificados hasta el nivel de especie, sin poderse develar si pertenecen a extensiones australes de esta subespecie, o de poblaciones cisparanaenses correspondientes a la subespecie Boa constrictor occidentalis.
En Brasil la subespecie Boa constrictor amarali se encuentra desde los estados de Mato Grosso y Goiás hacia sur, alcanzando los estados de São Paulo y Paraná. Hacia el norte contacta con Boa constrictor constrictor, la que habita desde la cuenca amazónica hasta las regiones del nordeste y del este brasileño.

## Características
- Número de hileras de escamas dorsales en el medio cuerpo: 65 a 79;
- Número de escamas ventrales: 220 a 242;
- Número de escamas subcaudales: 42 a 52;
- Número de manchas entre la cabeza y la cloaca: 20 a 24
- Promedio de las manchas dorsales longitudinales: 10 o más

El dimorfismo sexual es pronunciado, pues las hembras son significativamente más grandes que los machos, si bien raramente superan los 2 metros de longitud total. Es una boa de cuerpo pesado, macizo, musculoso y de apariencia fuerte y robusta. Su cola, algo prensil, es corta, algo menos en el macho pues aloja en ella a sus órganos copuladores. Los ojos son pequeños, con la pupila vertical, a causa de sus hábitos nocturnos. Su cabeza es triangular, con poderosas mandíbulas armadas de 4 hileras de largos dientes curvos en la superior, y dos hileras en la inferior.
B. c. amarali presenta una típica coloración pálida con numerosas manchas dorsales. El diseño suele estar esfumado hacia tonos cenicientos que lo apagan.
En la cabeza, sobre un fondo claro, exhibe una banda longitudinal oscura que se esfuma hacia el hocico, la cual nunca emite proyecciones hacia los ojos. Ya en el cuerpo, sobre una coloración dorsal de fondo grisáceo a marrón pálido, presenta dibujos transversales marrón terrosos o grisáceos, que emiten proyecciones posteriores y anteriores, determinando así de 20 a 24 interespacios claros y grandes —cabeza a cloaca—, los cuales poseen una constricción media. Hacia los flancos algunos ejemplares muestran tonos rosados. La coloración ventral muestra un fondo crema a ceniciento salpicado de oscuro. Finalmente, la cola ostenta espacios muy claros limitados por de 4 a 5 bandas oscuras; la suelen invadir los tonos rojizos a ocres, pero nunca llegan seriamente hasta el abdomen.

## Taxonomía
Fue descrita en el año 1932 por Olive Griffith Stull. Esta subespecie se incluye, junto a varias otras, dentro de la especie Boa constrictor.
Uno de los paratipos (UMMZ 68005) es de: «Buena Vista, departamento de Santa Cruz, Bolivia».

## Costumbres
Este taxón es mayormente terrestre, aunque suele trepar a los árboles para buscar un refugio. No habita en el agua ni en sus proximidades, si bien nada muy bien. Suele termorregular su temperatura con baños de sol. Es raro que logren vivir más de 20 años en el hábitat silvestre, pero en cautiverio su expectativa es de entre 30 a 40 años.

## Alimentación
Esta gran boa sale de sus refugios a cazar generalmente al caer el sol, y durante toda la noche. Captura sus presas con la técnica del asecho; una vez asidos, los envuelve con su propio cuerpo, asfixiándolos, pues mata por constricción. Finalmente los animales son tragados enteros, siempre comenzando por la cabeza. Su dieta se compone de grandes lagartos y de animales de sangre caliente, como aves y pequeños mamíferos. Si bien podría eventualmente llegar a capturar a un niño muy pequeño de los que comparten su hábitat, jamás se ha podido comprobar fehacientemente un ataque. Igualmente es un animal peligroso, por su mordedura aguda y su fuerza muscular.

## Reproducción
Pare sus crías vivas, luego de un periodo de gestación de unos 5 meses. La camada se compone de entre 6 a 43 crías, de aproximadamente 40 cm de longitud. Cada cría nace envuelta en una bolsa prenatal con forma de capa gelatinosa, de la cual la madre la ayuda a desembarazarse.

## Conservación
Está incluida en CITES en el apéndice I. Son dos las principales causas que generan su retroceso poblacional. El primero es su captura para utilizar su cuero en la industria marroquinera, gracias a que su piel posee además de atractivos diseños, escamas pequeñas, por lo que la hace muy comercial. La otra gran amenaza es la reconversión de su hábitat para destinarlo a cultivos. Por esta razón en el Paraguay a Boa constrictor amarali se la categoriza como «Vulnerable» (VU). Ya desde el año 1996 se señalaba a este taxón como «protegido» en el «Primer listado de especies protegidas de vida silvestre en vías o en peligro de extinción», aprobado por resolución DPNVS Nº 701 de la Ley Nº 96/92 de Vida Silvestre.